# Pujols (Lot-et-Garonne)
Pujols település Franciaországban, Lot-et-Garonne megyében. Lakosainak száma 3776 fő (2022. január 1.). Pujols Bias, Hautefage-la-Tour, Saint-Antoine-de-Ficalba, Sainte-Colombe-de-Villeneuve és Villeneuve-sur-Lot községekkel határos.

## Népesség
A település népességének változása:
| Lakosok száma | 1467 | 3365 | 3608 | 3657 | 3652 | 3623 | 3635 | 3675 | 3717 | 3776 |
|               | 1968 | 1982 | 1990 | 2006 | 2013 | 2015 | 2017 | 2019 | 2020 | 2022 |